# مه ۲۰۱۱
مه ۲۰۱۱، یکی از ماه‌های ۲۰۱۱ (میلادی) است.
آغاز آن، روز یکشنبه برابر با ۱۱ اردیبهشت ۱۳۹۰ خورشیدی.

## رویدادها
- درگاه: وقایع کنونی/وقایع ۱ مه ۲۰۱۱
- درگاه: وقایع کنونی/وقایع ۲ مه ۲۰۱۱
- درگاه: وقایع کنونی/وقایع ۳ مه ۲۰۱۱
- درگاه: وقایع کنونی/وقایع ۴ مه ۲۰۱۱
- درگاه: وقایع کنونی/وقایع ۵ مه ۲۰۱۱
- درگاه: وقایع کنونی/وقایع ۶ مه ۲۰۱۱
- درگاه: وقایع کنونی/وقایع ۷ مه ۲۰۱۱
- درگاه: وقایع کنونی/وقایع ۸ مه ۲۰۱۱
- درگاه: وقایع کنونی/وقایع ۹ مه ۲۰۱۱
- درگاه: وقایع کنونی/وقایع ۱۰ مه ۲۰۱۱
- درگاه: وقایع کنونی/وقایع ۱۱ مه ۲۰۱۱
- درگاه: وقایع کنونی/وقایع ۱۲ مه ۲۰۱۱
- درگاه: وقایع کنونی/وقایع ۱۳ مه ۲۰۱۱
- درگاه: وقایع کنونی/وقایع ۱۴ مه ۲۰۱۱
- درگاه: وقایع کنونی/وقایع ۱۵ مه ۲۰۱۱
- درگاه: وقایع کنونی/وقایع ۱۶ مه ۲۰۱۱
- درگاه: وقایع کنونی/وقایع ۱۷ مه ۲۰۱۱
- درگاه: وقایع کنونی/وقایع ۱۸ مه ۲۰۱۱
- درگاه: وقایع کنونی/وقایع  ۱۹ مه ۲۰۱۱
- درگاه: وقایع کنونی/وقایع ۲۰ مه ۲۰۱۱
- درگاه: وقایع کنونی/وقایع ۲۱ مه ۲۰۱۱
- درگاه: وقایع کنونی/وقایع ۲۲ مه ۲۰۱۱
- درگاه: وقایع کنونی/وقایع ۲۳ مه ۲۰۱۱
- درگاه: وقایع کنونی/وقایع ۲۴ مه ۲۰۱۱
- درگاه: وقایع کنونی/وقایع ۲۵ مه ۲۰۱۱
- درگاه: وقایع کنونی/وقایع ۲۶ مه ۲۰۱۱
- درگاه: وقایع کنونی/وقایع ۲۷ مه ۲۰۱۱
- درگاه: وقایع کنونی/وقایع ۲۸ مه ۲۰۱۱
- درگاه: وقایع کنونی/وقایع ۲۹ مه ۲۰۱۱
- درگاه: وقایع کنونی/وقایع ۳۰ مه ۲۰۱۱
- درگاه: وقایع کنونی/وقایع ۳۱ مه ۲۰۱۱